# Гелати (Ткибульский муниципалитет)
Гелати (груз. გელათი) — село в Грузии, на территории Ткибульского муниципалитета края (мхаре) Имеретия.

## География
Село находится в западной части Грузии, на левом берегу реки Цкалцителы, на расстоянии приблизительно 17 километров (по прямой) к западо-юго-западу от города Ткибули, административного центра муниципалитета. Абсолютная высота — 306 метров над уровнем моря.

## Население
По результатам официальной переписи населения 2014 года, в Гелати проживало 408 человек (218 мужчин и 190 женщин). В национальной структуре населения грузины составляли 99,5 %, белорусы — 0,25 %, украинцы — 0,25 %.
| Год  | Население, человек |
| ---- | ------------------ |
| 2002 | 861                |
| 2014 | ↘ 408              |

## Достопримечательности
На территории села расположен средневековый Гелатский монастырь, являющийся памятником Всемирного наследия.